# Pat Metheny Group (album)
| Recensione | Giudizio |
| ---------- | -------- |
| AllMusic   | [ 2 ]    |

Pat Metheny Group è il primo album del Pat Metheny Group, pubblicato nel 1978.

## Tracce

### LP
Lato A
1. San Lorenzo – 10:14 (Pat Metheny, Lyle Mays)
2. Phase Dance – 8:18 (Pat Metheny, Lyle Mays)

Lato B
1. Jaco – 5:34 (Pat Metheny)
2. Aprilwind – 2:09 (Pat Metheny)
3. April Joy – 8:14 (Pat Metheny)
4. Lone Jack – 6:41 (Pat Metheny, Lyle Mays)

## Formazione
- Pat Metheny - chitarra a 6 corde, chitarra a 12 corde
- Lyle Mays - pianoforte, sintetizzatore Oberheim, autoharp
- Mark Egan - basso
- Danny Gottlieb - batteria

Note aggiuntive
- Manfred Eicher - produttore
- Registrazioni effettuate nel gennaio 1978 al Talent Studio di Oslo, Norvegia
- Jan Erik Kongshaug - ingegnere delle registrazioni
- Roberto Masotti - foto copertina album originale
- B. Wojirsch (Barbara Wojirsch) - design copertina album originale[3]

## Classifica
Album
| Anno | Classifica    | Posizione raggiunta |
| ---- | ------------- | ------------------- |
| 1978 | Billboard 200 | 123                 |